# ألبرت بي. دوغلاس
ألبرت بي. دوغلاس هو سياسي كندي، ولد في 2 سبتمبر 1912 في كندا، وتوفي في 6 مارس 1971. حزبياً، نشط في الحزب الليبرالي الكندي. وقد انتخب عضو مجلس العموم الكندي.